# Hokkaidō

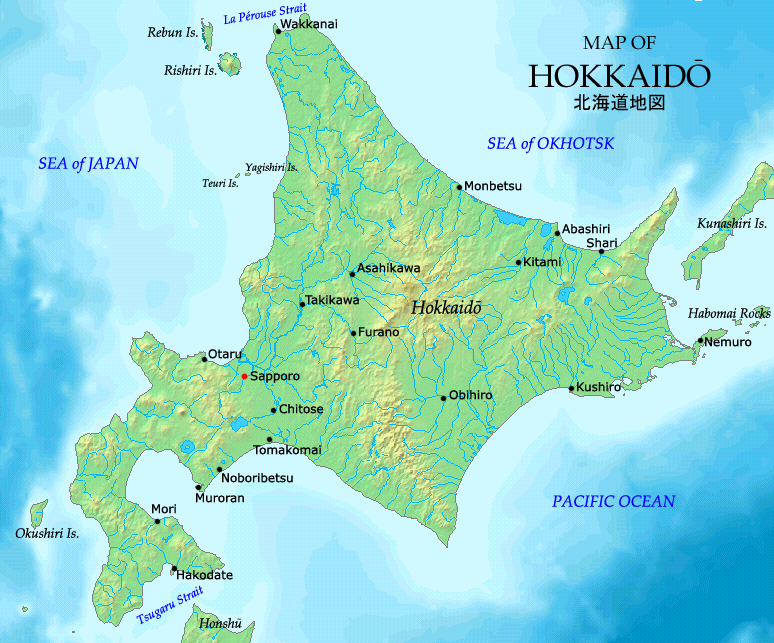
Insel Hokkaidō

Hokkaidō ([hokːaidoː] ; früher bekannt als Ezo bzw. Yezo) ist nach Honshū die zweitgrößte Insel Japans. Sie ist die Hauptinsel von Hokkaidō (jap. 北海道, „Nordmeer-Bezirk“ bzw. „Nordmeer-Präfektur“), das ursprünglich im 19. Jahrhundert als achter „Bezirk/Reichskreis“ (-dō) Japans eingerichtet wurde, später aber als Präfektur (sonst -to/-fu/-ken) betrachtet wurde und seit dem Zweiten Weltkrieg als solche voll gleichgestellt ist. Sie ist die mit Abstand flächengrößte Präfektur Japans. Deckungsgleich mit der Präfektur bezeichnet Hokkaidō auch eine Region in Japan. Die größte Stadt und zugleich Sitz der Präfekturverwaltung ist Sapporo.
Hokkaidō zählte Ende 2005 etwa 5,7 Millionen Einwohner, darunter etwa 25.000 der indigenen Minderheit der Ainu. Bei den Ainu heißt die Insel Aynu Mosir (アィヌ・モシㇼ für Land der Ainu bzw. Land der Menschen). Die in Hokkaidō geborenen Japaner nennen sich Dosanko (道産子, dt. etwa in Hokkaidō geborenes Kind).

## Geschichte
Hokkaidō ist die Heimat des Volkes der Ainu, aus deren Sprache viele geografische Bezeichnungen auf der Insel stammen, zum Beispiel auch der Name der Hauptstadt Sapporo.
Erste japanische Siedlungen entstanden im 15. Jahrhundert im Süden der Insel als Handelsposten. Da die in Japan üblichen Formen der Landwirtschaft aber wegen des kühlen Klimas der Insel unbrauchbar waren, wurde der größte Teil Hokkaidōs erst in der zweiten Hälfte des 19. Jahrhunderts von Japanern besiedelt. Zu dieser Zeit ermöglichten westliche Neuerungen auch hier Landwirtschaft, und zunehmend erwuchs auch die Notwendigkeit von Verteidigungsstellungen gegen Russland. Die Insel erhielt erst in dieser Zeit ihren heutigen Namen. Die Hauptstadt Sapporo entstand in den 1860er Jahren; in den 1870ern vervierfachte sich die Einwohnerzahl der Insel von 58.000 auf 240.000.
Kurz nach dem Boshin-Krieg 1868 beanspruchte eine Gruppe von Tokugawa-Loyalisten, angeführt von Enomoto Takeaki, die Insel als Republik Ezo. Dieser Aufstand wurde im Mai 1869 niedergeschlagen.

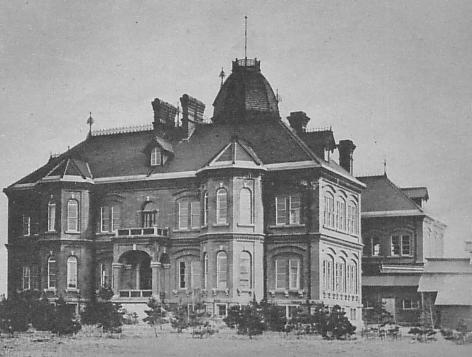
Sitz der Hokkaidō-Behörde

Am 8. Juli 1869 wurde das Kaitakushi (開拓使), eine Entwicklungsbehörde, eingerichtet und am 15. August Hokkaidō in elf Provinzen untergliedert: Chishima, Hidaka, Iburi, Ishikari, Kitami, Kushiro, Oshima, Shiribeshi, Teshio und Tokachi. Ein Teil der Provinz Oshima, die ehemalige Präfektur Tate (vorher Fürstentum Matsumae/Tate) an der Südwestspitze der Insel, gehörte nach der Abschaffung der Fürstentümer und ersten Konsolidierung der Präfekturen 1871 zunächst kurzzeitig zur Präfektur Aomori und wurde erst 1872 an die Entwicklungsbehörde Hokkaidō übertragen. 1881 kam es zum Kaitakushi-Zwischenfall, bei dem es um den geheimen Verkauf von Hokkaidō-Anlagen ging. Am 8. Februar 1882 erfolgte die Auflösung der Entwicklungsbehörde und die Einteilung in die drei Präfekturen Hakodate, Nemuro und Sapporo. Die Präfekturen wurden am 1. Januar 1886 aufgelöst zugunsten der neu gegründeten, direkt dem Innenministerium unterstellten Hokkaidō-Behörde (北海道庁 Hokkaidō-chō) mit Sitz in Sapporo und Außenstellen (支庁 shichō) in Hakodate und Nemuro. Am 2. November 1897 wurden die heutigen 14 Außenstellen und die Außenstelle Shana eingerichtet. Im Dezember 1903 wird Shana Nemuro zugeschlagen. Am 3. Mai 1947 wurde die Hokkaidō-Behörde aufgelöst und die Präfektur Hokkaidō eingerichtet.
Erst 1901 erhielt Hokkaidō wie andere Präfekturen (-fu/-ken) ein gewähltes Parlament. Der Gouverneur blieb als Hokkaidō-chō chōkan (also etwa „Behördenleiter“) Teil der Reichsregierung – grundsätzlich waren aber auch die Gouverneure anderer Präfekturen ([fu/ken-]chiji) eng an das Innenministerium gebunden. Erst nach dem Pazifikkrieg wurde Hokkaidō anderen Präfekturen voll gleichgestellt: 1946 wurden einige der Sondergesetze für Hokkaidō abgeschafft, die Präfekturordnung (bis dahin fu-ken-sei) auf die -dō ausgeweitet und in dō-fu-ken-sei umbenannt. 1947 weiteten Nachkriegsverfassung und Selbstverwaltungsgesetz die Selbstverwaltung in allen Präfekturen (fortan -to/-dō/-fu/-ken) und ihren Gemeinden einheitlich aus. Der Gouverneur heißt nun wie in anderen Präfekturen [dō-]chiji und wird vom Volk gewählt.
Am 28. Juni 2008 beschloss das Präfekturparlament die Ersetzung der 14 Außenstellen durch neun Sōgō Shinkō-kyoku (総合振興局 ‚Allgemeines Förderamt‘) und fünf nachgeordnete Shinkō-kyoku (振興局 ‚Förderamt‘), was zum 1. April 2010 dann erfolgte.

### Name
Bis zur Meiji-Restauration 1868 wurden die Ainu auch als Ezo (in Deutsch veraltet: Jezo, Jesso oder Iesso) bezeichnet. Hokkaidō wurde damals folglich Ezochi (蝦夷地 ‚Ezo-Land‘), was jedoch auch Sachalin und die Kurilen mit einbezog, oder Ezo-ga-shima (蝦夷ヶ島 ‚Insel der Ezo‘) genannt.
Mit der Einrichtung der Entwicklungsbehörde wollte die Meiji-Regierung den Namen ändern. Der Forscher Matsuura Takeshirō machte diese sechs Namensvorschläge: Kitakaidō (北加伊道 ‚Nord-Kai-Bezirk‘), Kaihokudō (海北道 ‚Meeresnordbezirk‘), Kaitōdō (海東道 ‚Meeresostbezirk‘), Hitakamidō (日高見道), Tōhokudō (東北道 ‚Nordostbezirk‘) und Chishimadō (千島道 ‚1000-Inseln-Bezirk‘). Schließlich wurde als Kompromiss zwischen Kitakaidō und Kaihokudō sowie in Anlehnung an die historischen Regionen des Gokishichidō Tōkaidō (‚Ostmeerbezirk‘) Nankaidō (‚Südmeerbezirk‘) und Saikaidō (‚Westmeerbezirk‘) der Name Hokkaidō gewählt. Matsuura schlug Kitakaidō vor, weil die Ainu die Region Kai nannten. Auch historisch wurden die Ainu und ihre Inseln als Kuyi, Kuye, Qoy usw. bezeichnet, welche mit dem frühmodernen Kai in Verbindung stehen könnten. Kai ähnelt außerdem stark der sinojapanischen Lesung der Zeichen 蝦夷 /ka.i/ – üblichere Kun-Lesung/emisi/ – die über tausend Jahre lang in China und Japan zur Bezeichnung der Ainu und verwandter Völker verwendet wurden. Es ist möglich, dass Matsuuras Kai eine durch diese sino-japanische Lesung beeinflusste Variante des Niwchisch-Exonyms Qoy für die Ainu war.

## Geographie
Die Präfektur besteht neben der Hauptinsel mit 77.983,91 km² aus einigen vorgelagerten Inseln in den angrenzenden Meeren, dem Japanischen Meer, dem Pazifischen Ozean und dem Ochotskischen Meer. Die direkt nordöstlich anschließenden Kurilen werden seit Kriegsende von Russland verwaltet; Japan sieht die Südkurilen jedoch als Teil Hokkaidōs und verlangt bis heute vergeblich die Rückgabe. Die höchste Erhebung bildet der Asahi-dake mit 2290 Meter über dem Meeresspiegel. Im Süden grenzt Hokkaidō mit der Oshima-Halbinsel an die Tsugaru-Straße, die die Insel von der japanischen Hauptinsel Honshū trennt. Insgesamt gehören zur Region Hokkaidō außer der Hauptinsel noch 508 weitere Inseln mit einer Gesamtfläche von 5440 km². Abgesehen von den de facto russischen Südkurilen sind die größten Inseln in Hokkaidō nach der Hauptinsel heute Rishiri, Okushiri und Rebun. Nordöstlich liegt der Tōfutsu-See.
Hokkaidō befindet sich in einer gemäßigten Monsunzone mit subborealem Klima, d. h. mit recht kalten und schneereichen Wintern. Auf der Insel gibt es aktive Vulkane.

### Schutzgebiete
Hokkaidō weist sechs Nationalparks und fünf Quasi-Nationalparks auf:
| Nationalparks                                   | Nationalparks    | Nationalparks | Nationalparks                                                     |
| Name                                            | Ausweisungsdatum | Fläche [ha]   | Landmarken                                                        |
| ----------------------------------------------- | ---------------- | ------------- | ----------------------------------------------------------------- |
| Akan-Mashū-Nationalpark                         | 4. Dez. 1934     | 90.481        | Vulkane Akan-dake und Meakan-dake; Kraterseen Kusharo und Mashū   |
| Daisetsuzan-Nationalpark                        | 4. Dez. 1934     | 226.764       | Daisetsuzan-Vulkangruppe                                          |
| Kushiro-Shitsugen-Nationalpark                  | 31. Juli 1987    | 26.861        | Kushiro-Fluss                                                     |
| Shikotsu-Tōya-Nationalpark                      | 16. Mai 1949     | 99.302        | Shikotsu- und Tōya-See                                            |
| Shiretoko-Nationalpark                          | 1. Juni 1964     | 38.633        | Shiretoko-Halbinsel                                               |
| Rishiri-Rebun-Sarobetsu-Nationalpark            | 20. Sep. 1974    | 21.222        | Inseln Rishiri und Rebun; Sarubetsu-Ebene                         |
| Quasi-Nationalparks                             |                  |               |                                                                   |
| Name                                            | Ausweisungsdatum | Fläche [ha]   | Landmarken                                                        |
| Abashiri-Quasi-Nationalpark                     | 1. Juli 1958     | 37.261        | Abashiri-, Mokoto-, Notori-, Saroma- und Tōfutsu-See              |
| Hidaka-Sanmyaku-Erimo-Quasi-Nationalpark        | 1. Okt. 1981     | 103.447       | Hidaka-Gebirge, Kap Erimo                                         |
| Niseko-Shakotan-Otaru-Kaigan-Quasi-Nationalpark | 24. Juli 1963    | 19.009        | Niseko-Berge, Kap Kamui und Kap Shakotan                          |
| Ōnuma-Quasi-Nationalpark                        | 1. Juli 1958     | 9.083         | Hokkaidō-Komagatake (1131 m)                                      |
| Shokanbetsu-Teuri-Yagishiri-Quasi-Nationalpark  | 1. Aug. 1990     | 43.559        | Shokanbetsu (1492 m), Inseln Yagishiri-tō und Teuri-tō, Kap Ofuyu |

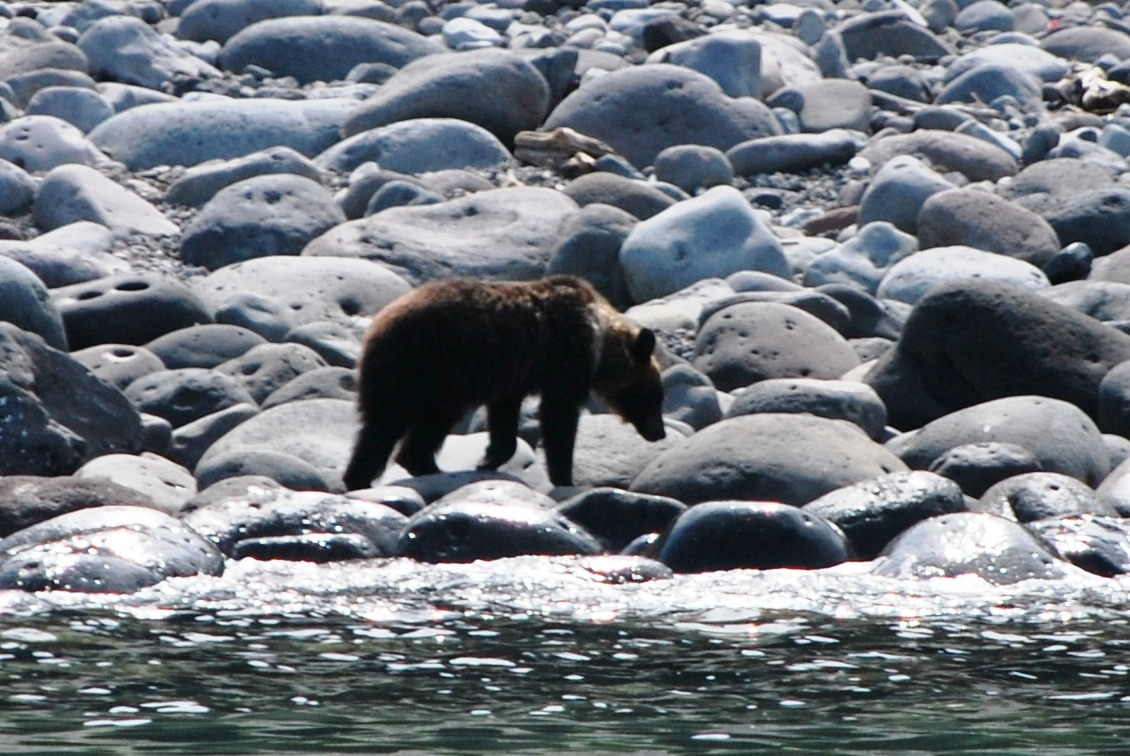
Braunbär im Shiretoko-Nationalpark

Die Shiretoko-Halbinsel ist zudem seit 2005 auf einer Fläche von 711 km² als UNESCO-Weltnaturerbe ausgewiesen.

### Fauna
Auf der Shiretoko-Halbinsel gibt es eine der dichtesten Braunbär-Populationen der Welt. Bis zu seiner Ausrottung Ende des 19. Jahrhunderts war auf Hokkaidō auch der Hokkaidō-Wolf verbreitet, eine Unterart des Wolfes.

## Wirtschaft
Hokkaidō als regionale Wirtschaft außerhalb der Ballungsgebiete in Japan hat in den letzten zwei Jahrzehnten unter vielen ernsthaften wirtschaftlichen Problemen gelitten, denn die Hauptwirtschaftszweige sind Landwirtschaft und Tourismus. Weitere wichtige Industriezweige der Präfektur sind: Forstwirtschaft, Fischerei, Lebensmittelverarbeitung, Textilindustrie, Holz und Holzprodukte, Keramik und Töpferwaren, Zellstoff, Papier und Papierprodukte, chemische Industrie, Öl- und Kohleprodukte, Metallverarbeitung und Transportmaschinen.
Hokkaidō macht ein Viertel der landwirtschaftlichen Nutzfläche Japans aus und ist eine wichtige Lebensmittelversorgungsregion, auf die etwa 14 % der landwirtschaftlichen Bruttoerzeugung Japans und 24 % der Fischereiindustrie entfallen. Auch in der Lebensmittelindustrie sind sowohl der Wert der Lieferungen als auch die Zahl der Betriebe die größten in Japan. In der asiatischen Region ist „Made in Hokkaido“ als Synonym für qualitativ hochwertige und schmackhafte Lebensmittel bekannt. Die Nachfrage ist ausgelöst durch den Wirtschaftswachstum in der Region weiter gestiegen.
Sapporo, das wirtschaftliche und logistische Zentrum Hokkaidōs, beherbergt zahlreiche Universitäten und öffentliche Forschungseinrichtungen, und in der Umgebung befinden sich ein internationaler Hafen und ein internationaler Flughafen.

## Verkehr und Energie
Von den südlichen Häfen in Hakodate und Tomakomai besteht eine Fährverbindung nach Honshū. Weitere Häfen auf Hokkaido sind an der Nordseite Wakkanai und Abashiri, an der Ostküste Kushiro und Akkeshi.
Seit 1988 werden die beiden Inseln Hokkaidō und Honshū durch den zweitlängsten Tunnel der Welt verbunden, den 54 Kilometer langen Seikan-Eisenbahn-Tunnel unter dem Meer. Anfangs nur mit 1067-mm-Kapspur, ab 2016 mit Dreischienengleis für die Hochgeschwindigkeitsbahn Hokkaidō-Shinkansen. Die Linie wird von der Bahngesellschaft Hokkaido Railway Company (JR Hokkaido) betrieben.
Zwischen Hokkaidō und Honshū besteht eine Hochspannungs-Gleichstrom-Übertragung zum Transfer elektrischer Energie.

## Politik

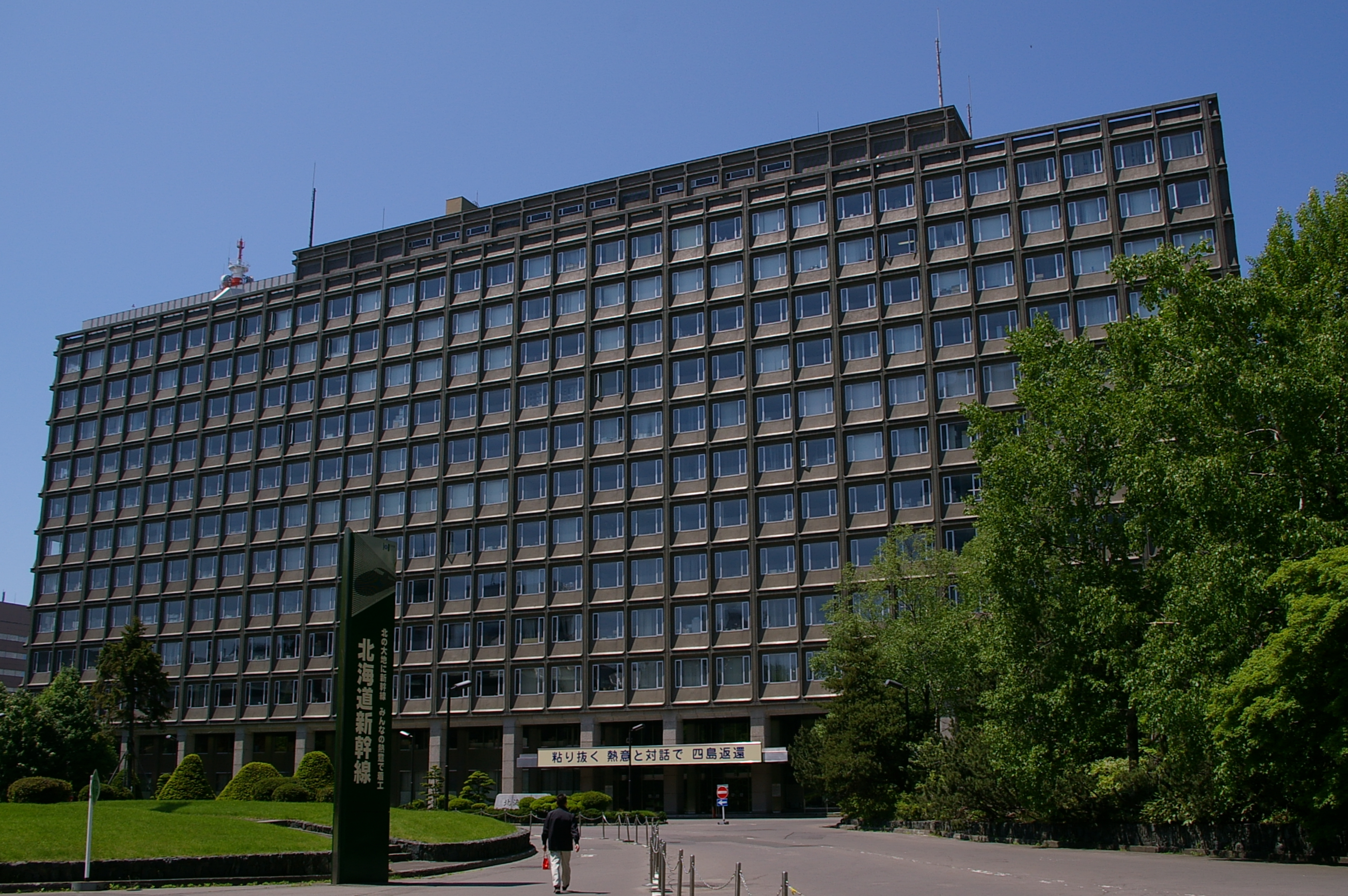
Das Hauptgebäude der Verwaltung der Hokkaidō (Hokkai[-]dōchō honchōsha) in Sapporo

Gouverneur von Hokkaidō ist seit 2019 Naomichi Suzuki. Bei der Gouverneurswahl 2023 (Teil der einheitlichen Wahlen im April 2023) wurde er mit Mitte-rechts-Unterstützung und über 75 % der Stimmen gegen die Mitte-links-unterstützte ehemalige Unterhausabgeordnete Maki Ikeda und zwei weitere Kandidaten für eine zweite Amtszeit wiedergewählt. Zuvor hatte Hokkaidō mit Harumi Takahashi bereits seit 2003 eine konservative Gouverneurin. Davor hatten seit 1983 linke Gouverneure regiert.
Das 100-köpfige Parlament von Hokkaidō wurde ebenfalls bei den einheitlichen Wahlen 2023 neu gewählt. Die Liberaldemokratische Partei gewann unverändert 49 Sitze, die Konstitutionell-Demokratische Partei erhielt 23 Sitze, Unabhängige 17. Insgesamt 17 Abgeordnete waren Frauen.
Im nationalen Parlament vertreten die Hokkaidō zwölf direkt gewählte Abgeordnete im Abgeordnetenhaus, dem Unterhaus, und sechs im Rätehaus, dem Oberhaus. Nach der Abgeordnetenhauswahl 2024 sind die Mehrheitswahlabgeordneten aus Hokkaidō neun Konstitutionelle Demokraten und drei Liberaldemokraten. Im Rätehaus wird Hokkaidō nach den Wahlen 2019 und 2022 und seither erfolgten Parteiumbildungen (Stand: November 2024) durch vier Liberaldemokraten, darunter Ex-Gouverneurin Takahashi, und zwei Konstitutionelle Demokraten vertreten. Bei der Verhältniswahl zum Abgeordnetenhaus ist Hokkaidō neben Tokio die einzige Präfektur, die alleine einen Verhältniswahlblock bildet, dieser wählt acht Abgeordnete. Dort wurde die KDP 2024 stärkste Partei und gewann ebenso wie die LDP drei Sitze.

Die nach Fläche größte Präfektur Hokkaidō gehört trotz ihrer vergleichsweise großen Bevölkerungszahl zu den finanzschwächeren Präfekturen des Landes. Viele ländliche Gebiete sind zusätzlich zur landesweit ohnehin abnehmenden Bevölkerung stark von Abwanderung in die Städte betroffen; mit der ehemaligen Bergbaustadt Yūbari liegt in Hokkaidō heute die einzige insolvente Stadt Japans.

## Erdbeben
Am 25. September 2003 wurde der Südwesten der Insel von einer Erdbebenserie – 54 Erdstöße bis zum 18. Oktober über Stärke 4,5 Mw – getroffen. Das Hauptbeben (Tokachi-oki Jishin ‚Tokachi-Seebeben‘) am 25. September 19:50 Uhr UTC hatte eine Stärke von 8,3 Mw. Es war das bis dahin stärkste Beben in Japan seit Anfang 2001 und das insgesamt drittstärkste in dieser erdbebenreichen Region.

## Verwaltungsgliederung

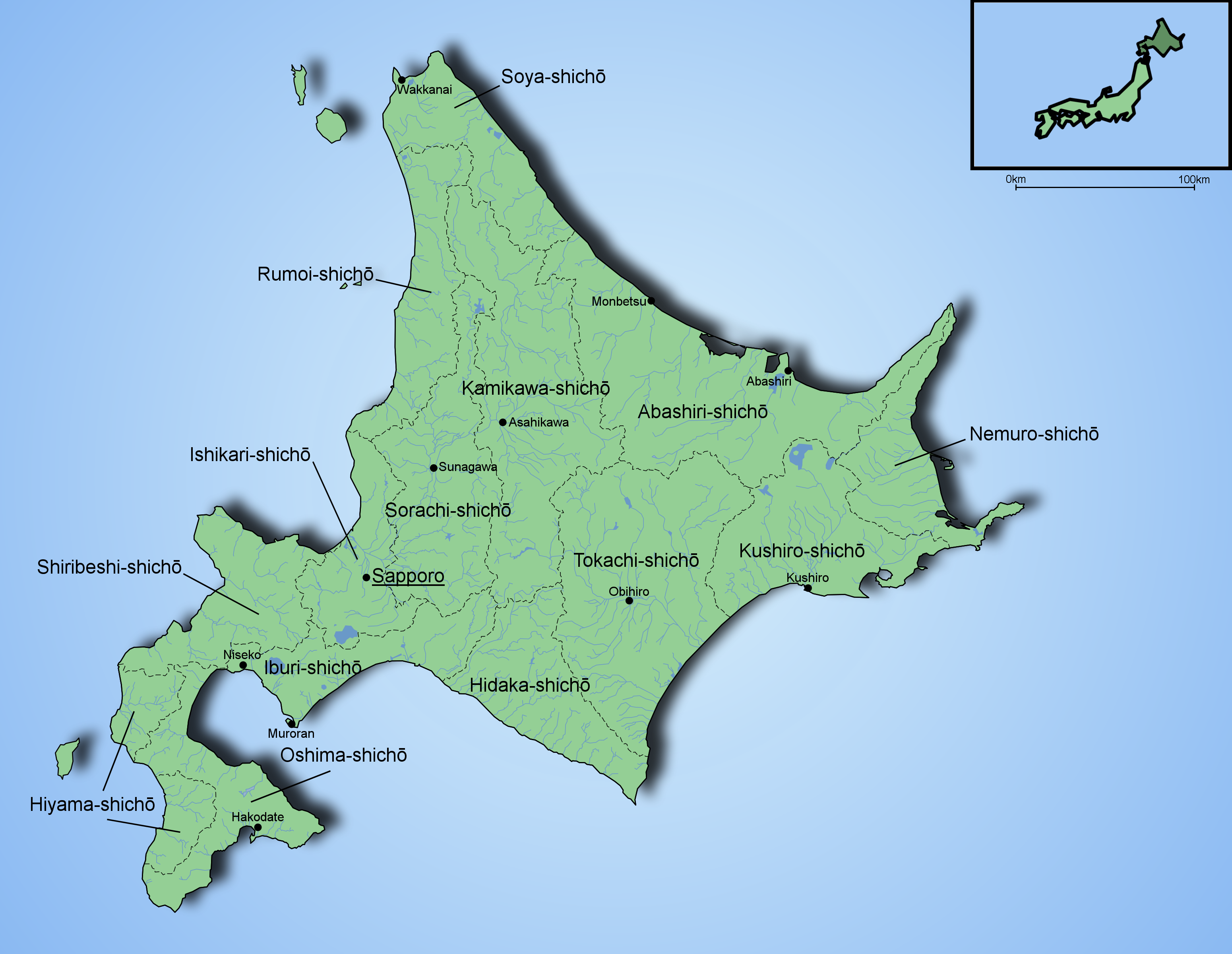
Lage der einzelnen Unterpräfekturen (Shichō) auf Hokkaidō

Die Präfektur Hokkaidō ist in neun Sōgō Shinkō-kyoku (総合振興局, dt. wörtlich Allgemeines Förderamt, englisch General Subprefectural Bureau) und fünf nachgeordnete Shinkō-kyoku (振興局, dt. wörtlich Förderamt, engl. Subprefectural Bureau) aufgeteilt. Diese wurden zum 1. April 2010 eingerichtet, gehen aber direkt auf die vorherigen 14 Shichō (支庁 engl. Subprefecture) zurück. Als Verwaltungsebene ähneln sie den in einigen deutschen Bundesländern vorhandenen Regierungsbezirken und ermöglichen eine effektive Verwaltung, auch in den für japanische Verhältnisse sehr weitläufigen und im Winter unzugänglichen Teilen der Präfektur.
| Shichō (1903–2010) | Shichō (1903–2010) | Sitz             | Sōgō Shinkō-kyoku und Shinkō-kyoku (seit 2010) | Sōgō Shinkō-kyoku und Shinkō-kyoku (seit 2010) |
| Name               | Kanji              | Sitz             | Name                                           | Kanji                                          |
| ------------------ | ------------------ | ---------------- | ---------------------------------------------- | ---------------------------------------------- |
| Sorachi            | 空知支庁           | Iwamizawa        | Sorachi 1                                      | 空知総合振興局                                 |
| Ishikari           | 石狩支庁           | Chūō-ku, Sapporo | └ Ishikari                                     | 石狩振興局                                     |
| Shiribeshi         | 後志支庁           | Kutchan          | Shiribeshi                                     | 後志総合振興局                                 |
| Iburi              | 胆振支庁           | Muroran          | Iburi                                          | 胆振総合振興局                                 |
| Hidaka             | 日高支庁           | Urakawa          | └ Hidaka                                       | 日高振興局                                     |
| Oshima             | 渡島支庁           | Hakodate         | Oshima                                         | 渡島総合振興局                                 |
| Hiyama             | 檜山支庁           | Esashi           | └ Hiyama                                       | 檜山振興局                                     |
| Kamikawa           | 上川支庁           | Asahikawa        | Kamikawa                                       | 上川総合振興局                                 |
| Rumoi              | 留萌支庁           | Rumoi            | └ Rumoi 2                                      | 留萌振興局                                     |
| Sōya               | 宗谷支庁           | Wakkanai         | Sōya                                           | 宗谷総合振興局                                 |
| Abashiri           | 網走支庁           | Abashiri         | Ochotsk                                        | オホーツク総合振興局                           |
| Tokachi            | 十勝支庁           | Obihiro          | Tokachi                                        | 十勝総合振興局                                 |
| Kushiro            | 釧路支庁           | Kushiro          | Kushiro                                        | 釧路総合振興局                                 |
| Nemuro             | 根室支庁           | Nemuro           | └ Nemuro                                       | 根室振興局                                     |

## Demographie

Bevölkerungsentwicklung der Gemeinden in Hokkaidō zwischen den Volkszählungen 2005 und 2010
Zunahme
>10,0 %
7,5–10,0 %
5,0–7,5 %
2,5–5,0 %
0,0–2,5 %
Abnahme
0,0–2,5 %
2,5–5,0 %
5,0–7,5 %
7,5–10,0 %
>10,0 %

Bereits in der zweiten Hälfte der 1980er Jahre ging die Einwohnerzahl der Hokkaidō erstmals zurück, seit 1995 hat die Präfekturbevölkerung bei jeder Volkszählung abgenommen.

### Größte Orte

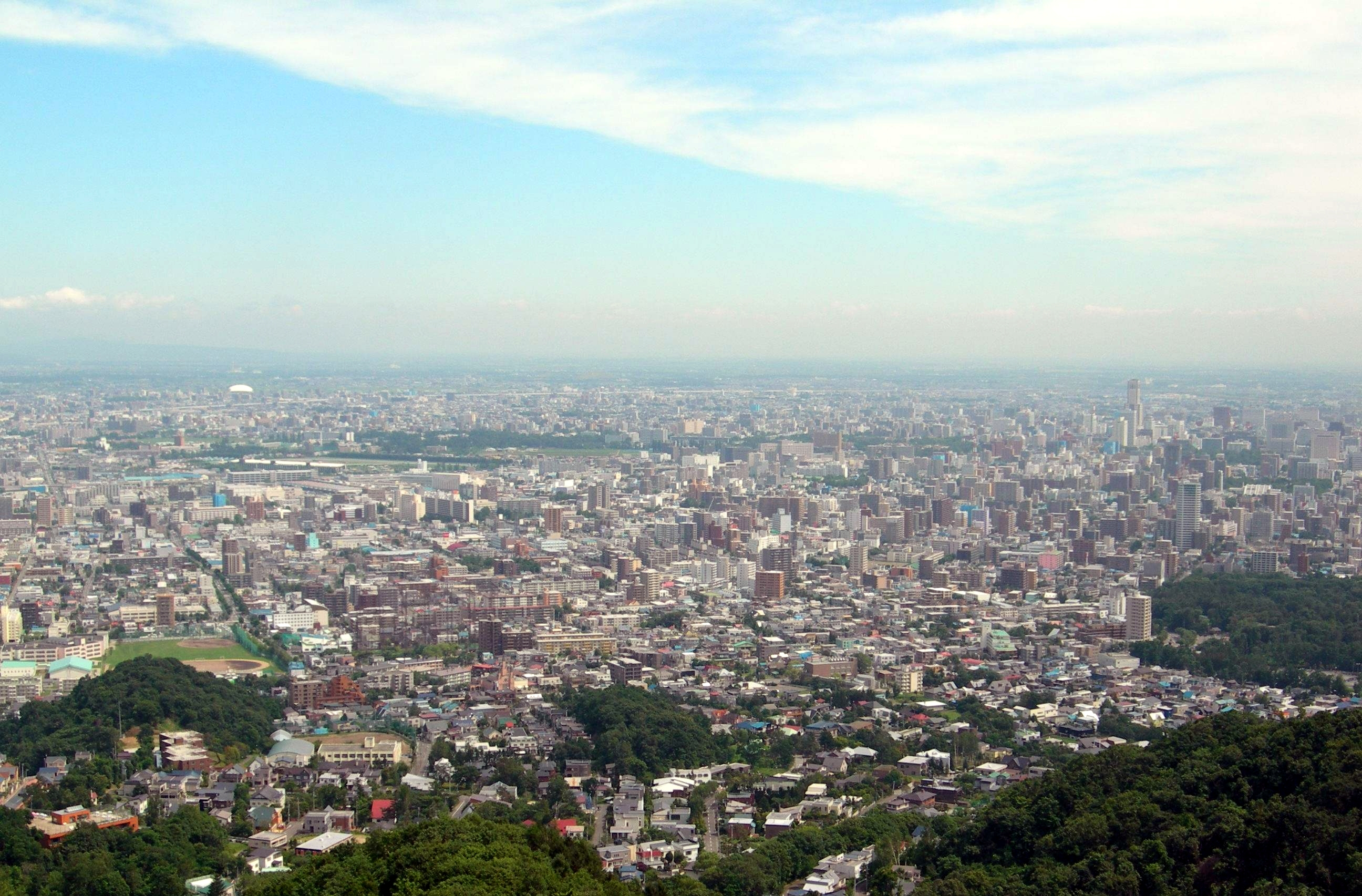
Sapporo

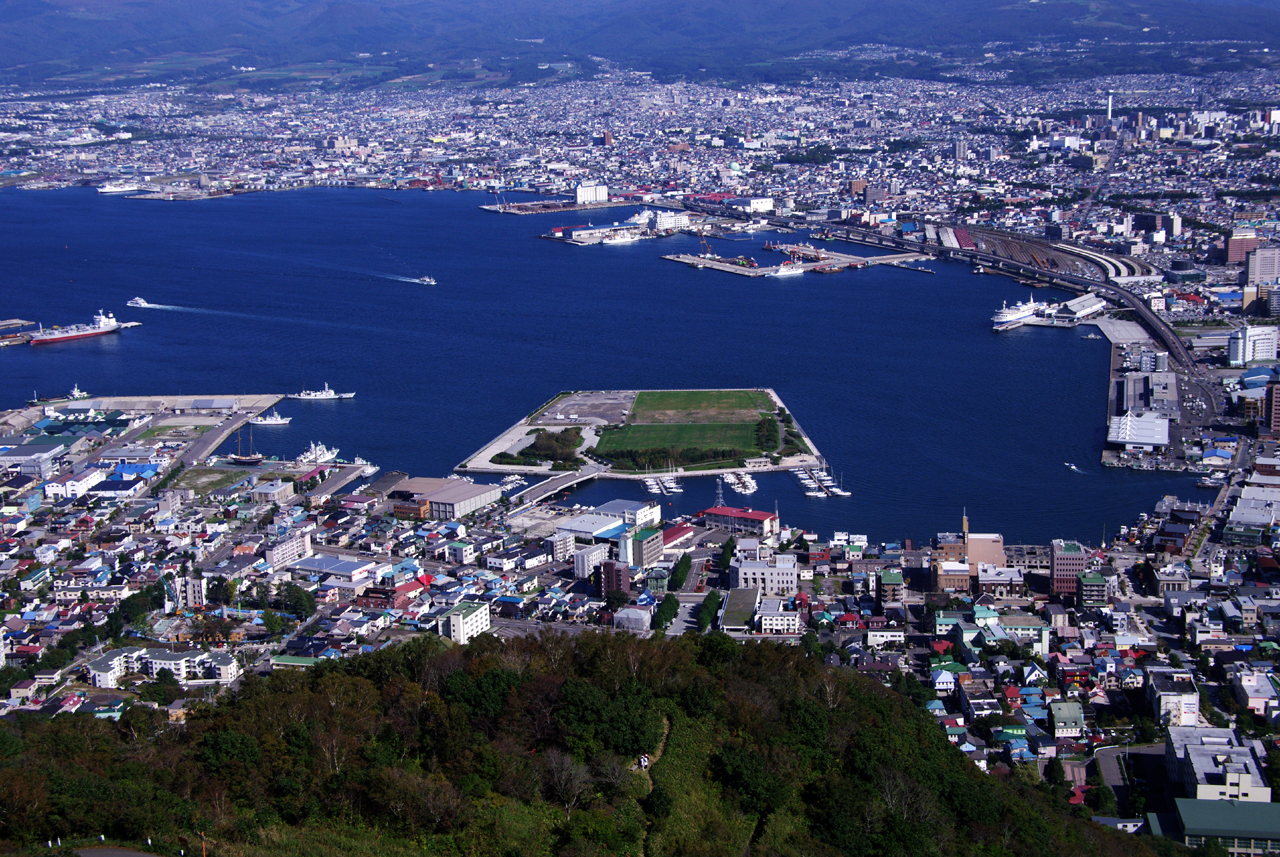
Hakodate

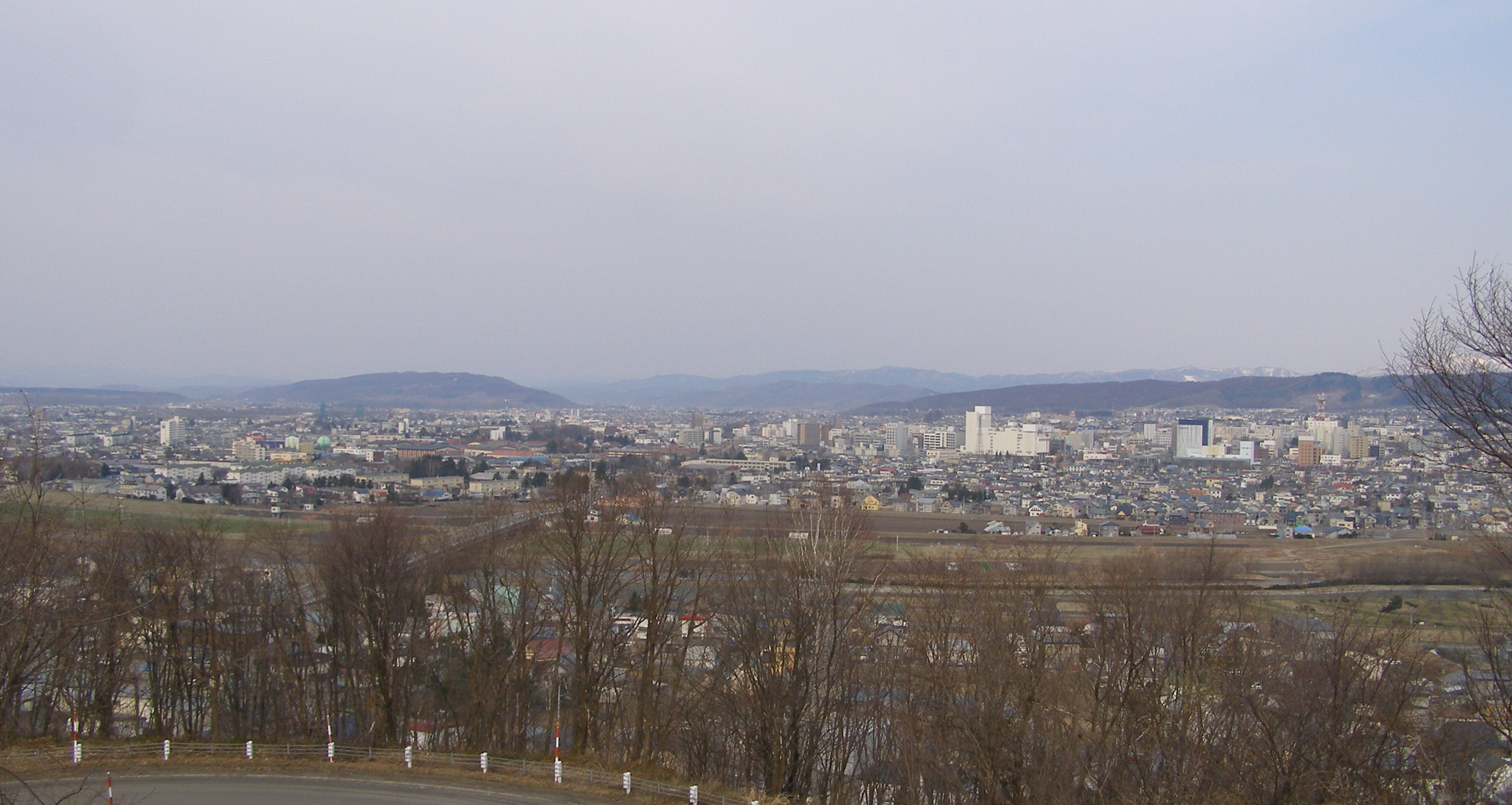
Kitami

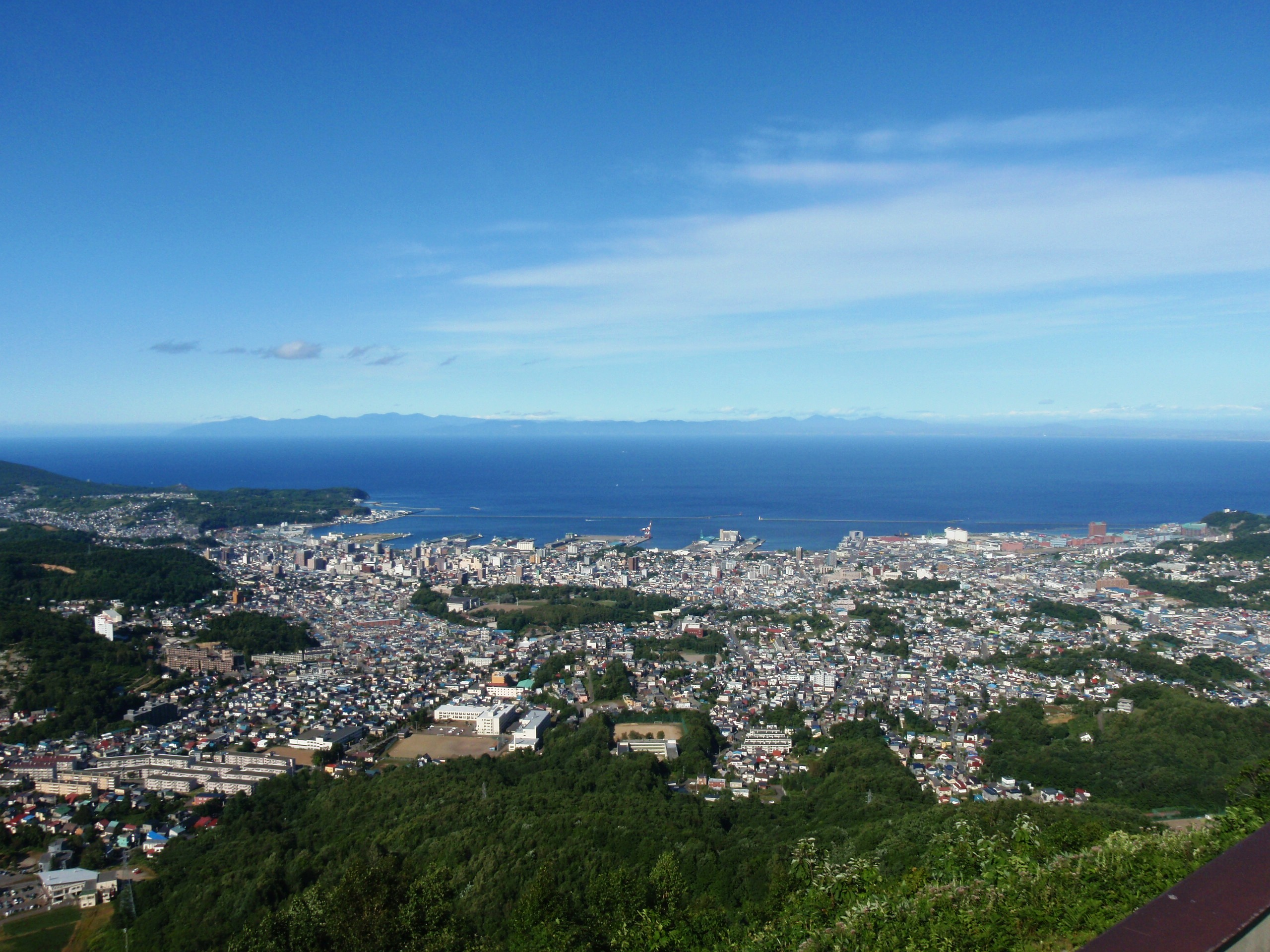
Otaru

| Stadt (-shi) | Einwohner 1. Oktober 2000 | Einwohner 1. Oktober 2005 | Einwohner 1. Oktober 2006 | Einwohner 30. September 2016 |
| ------------ | ------------------------- | ------------------------- | ------------------------- | ---------------------------- |
| Sapporo      | 1.822.368                 | 1.880.875                 | 1.888.953                 | 1.947.097                    |
| Asahikawa    | 359.536                   | 354.988                   | 353.540                   | 343.393                      |
| Hakodate     | 305.311                   | 294.212                   | 290.927                   | 266.192                      |
| Kushiro      | 201.566                   | 190.477                   | 188.653                   | 174.938                      |
| Tomakomai    | 172.086                   | 172.755                   | 173.013                   | 173.226                      |
| Obihiro      | 173.030                   | 170.586                   | 170.064                   | 168.258                      |
| Otaru        | 150.687                   | 142.165                   | 140.089                   | 121.269                      |
| Kitami       | 132.125                   | 129.365                   | 128.630                   | 120.189                      |
| Ebetsu       | 123.877                   | 125.589                   | 125.497                   | 119.247                      |
| Muroran      | 103.278                   | 98.373                    | 97.322                    | 87.498                       |
| Iwamizawa    | 96.302                    | 93.677                    | 93.155                    | 84.127                       |
| Chitose      | 88.897                    | 91.439                    | 92.124                    | 96.372                       |
| Eniwa        | 65.239                    | 67.614                    | 67.955                    | 69.215                       |

## Sehenswürdigkeiten
- 2014–2016: Inverted House von Oslo School of Architecture and Design (Raphael Zuber, Neven Fuchs, Laura Cristea) und Kengo Kuma & Associates[20]